# Мариновка (Костанайская область)
Мариновка — упразднённое село в Тарановском районе Костанайской области Казахстана. Ликвидировано в 2009 г. Входило в состав Нелюбинского сельского округа.

## Население
В 1999 году население села составляло 436 человек (210 мужчин и 226 женщин).